# Philippe Richelle
Pour les articles homonymes, voir Richelle (homonymie).
Philippe Richelle, né le 1er juillet 1964 à Liège, est un auteur de bande dessinée belge. Connu pour ses séries Les Coulisses du pouvoir, Amours fragiles, Secrets bancaires, Les Mystères de la République, Mitterrand, un jeune homme de droite.

## Biographie
Philippe Richelle, auteur de BD relativement prolifique (environ 70 titres en français début 2020) a notamment été primé au Festival d'Angoulême 2002 et dans d’autres festivals en France, a reçu deux prix belges, et a été honoré au Canada (Bédélys d’Or du Salon du livre de Montréal).
Plusieurs de ses séries sont traduites à l’étranger (Allemagne, Espagne, Pays-Bas et Belgique néerlandophone).
Phillipe Richelle apprend la bande dessinée auprès de Didgé dès l'âge de 15 ans, puis il suit des études de droit à l'Université de Liège et décroche ensuite  un master en Science politique
Il commence sa carrière d’auteur de bande dessinée en 1984, dans les pages du journal Tintin. Il est alors dessinateur. Très vite, il passe au scénario et crée (avec Jean-Yves Delitte au dessin) la série Donnington (3 tomes parus, dont 2 aux éditions du Lombard).
En 1993, il entre au mensuel (À suivre) et écrit, pour le dessinateur Éric Gorski, le one shot Le Wagon Rouge.
À la même époque, il cosigne avec Jean-Michel Beuriot un autre one shot, Belle comme la mort, polar romantique et désenchanté qui fera, des années plus tard, l’objet de deux rééditions.
En 1998, il lance chez Casterman Les Coulisses du pouvoir, avec Delitte. Une série politico-policière qui, pour la première fois, explore avec réalisme les rouages de la politique. En 2002, la série sera récompensée par le prix Saint-Michel du meilleur scénario.
Toujours chez Casterman, il lance avec son complice Beuriot la saga Amours fragiles qui aura les honneurs d’une prépublication dans les derniers numéros d’ (À suivre). Grande fresque historico-romanesque qui s'achève au 9e tome en 2023,,,,, la série relate avec nuance et sensibilité le deuxième conflit mondial depuis l’avènement du nazisme, en 1933, jusqu’à sa chute, à travers l’histoire d’amour d’un jeune Allemand érudit et antinazi avec sa voisine juive, Katarina.
Le premier tome (Le Dernier Printemps) a obtenu le prix du jury œcuménique à Angoulême 2002 et une nomination (la même année) au prix du meilleur scénario, ainsi que le Bédélys d’Or du Salon du Livre de Montréal, récompensant le meilleur album francophone de l’année 2001.
Toujours chez Casterman, il cosigne ensuite avec Pierre Wachs le diptyque Opération Vent Printanier, nom de code de la tristement célèbre rafle du Vel’ d’Hiv'…
En 2006, Philippe Richelle publie chez Glénat la série Secrets bancaires, dans laquelle il explore les dessous noirs de la finance internationale. Pierre Wachs et Dominique Hé se relaient pour la partie graphique.
Après huit tomes, la série se prolonge sous un autre titre, Secrets Bancaires USA, avec le seul D. Hé au dessin.
Richelle écrit aussi des gags pour la série Chaffoux de Patrick Cadot, publiée dans le Tintin.
En 2013, Philippe Richelle lance chez Glénat une grande série-concept, Les Mystères de la République, portée par le talent graphique de Pierre Wachs, Alfio Buscaglia et François Ravard, et déclinée en 3 cycles de 5 tomes chacun. Il y conjugue ses passions pour l’Histoire, le polar et la politique. À travers des intrigues policières, il revisite l’histoire de France des années 1930 à la fin des années 1960, s’inspirant librement de faits réels. La série arrive plusieurs fois en tête des ventes hebdomadaires et devient rapidement un succès de librairie. En 2024, les ventes dépassent les 300 000 exemplaires.
En 2015, il publie chez Rue de Sèvres, avec Frédéric Rébéna au dessin, le roman graphique Mitterrand, un jeune homme de droite.
En 2017, avec Pierre Wachs, il s’attaque à un sujet moins contemporain : Les Guerriers de Dieu, évocation en 5 volumes des guerres de religion en France au XVIe siècle, depuis la fin du règne d’Henri II jusqu’au massacre de la Saint-Barthélemy.
En 2019 avec son fidèle compagnon de route Jean-Michel Beuriot, il signe chez Casterman un one shot intitulé Voltaire, le culte de l’ironie, récompensé par le prix Montesquieu Spécial BD. La même année, il publie le premier opus d’Algérie, une guerre française, avec son complice Alfio Buscaglia à la palette. Le deuxième tome sort en mars 2020. Trois autres volumes compléteront la série.
De 2021 à 2024, il écrit une nouvelle série-concept chez Glénat, Affaires d’État, avec Alfio Buscaglia, Régis Penet et Pierre Wachs, qui est déclinée en 3 cycles de 4 tomes chacun.

### Vie privée
Philippe Richelle réside à Marchin dans la province de Liège en Belgique.

## Publications
- Rebelle t. 1 : Le Bruit des bottes, avec Jean-Michel Beuriot, Glénat, coll. « Grafica », 1992  (ISBN 2-7234-1480-9).

## Récompenses
- 2001 :  prix Bédélys Monde pour Amours fragiles, t. 1 : Le Dernier Printemps[2] (avec Jean-Michel Beuriot) ;
- 2002 :
  -  prix du jury œcuménique de la bande dessinée pour Amours fragiles, t. 1 : Le Dernier Printemps au Festival d'Angoulême 2002[1] (avec Jean-Michel Beuriot) ;
  -  prix Saint-Michel du meilleur scénario pour Vérités (Les Coulisses du pouvoir, t. 4)[5] ;
  -  nommé au prix de la ville de Genève pour la bande dessinée[86] pour Amours fragiles, t. 1 : Le Dernier Printemps (avec Jean-Michel Beuriot) ;
- 2007 :  prix Bulle d'Or de Brignais pour l'ensemble de la série Amours fragiles[87] ;
- 2016 :  prix Diagonale de la meilleure série, avec Jean-Michel Beuriot, pour la série Amours fragiles[88] ;
- 2020 :  prix Montesquieu spécial BD pour Voltaire, le culte de l'ironie[89],[90],[91],[92].

#### Livres
: document utilisé comme source pour la rédaction de cet article.
- Jean-Louis Lechat, Un demi-siècle d’aventures t. 2 : 1970 - 1996, Bruxelles, Le Lombard, 5 décembre 1996, 224 p., ill. ; 31 cm (ISBN 280361233X, OCLC 37995939, BNF 37539082, présentation en ligne), p. 121, 141, 145. .
- Jean Pirotte (dir.) et Luc Courtois, Du régional à l'universel. : L'imaginaire wallon dans la bande dessinée., Louvain-la-Neuve, Fondation wallonne Pierre-Marie et Jean-François Humblet, 1999, 310 p. (ISBN 978-2-9600072-3-7 et 2960007239, OCLC 1075833932), p. 247 lire sur Google Livres
- Jacques Fiérain, « Richelle, Philippe », dans La BD dans les provinces de Liège, Namur et Luxembourg, Charleroi, Éd. l'Âge d'or, 2004, 112 p., ill. ; 31 cm (ISBN 9782960019698, OCLC 470388297, présentation en ligne), p. 90.
- Henri Filippini, « Richelle, Philippe », dans Dictionnaire de la bande dessinée, Paris, Bordas, 2005, 912 p., ill. ; 27 cm (ISBN 9782047299708 et 2047299705, OCLC 1009545288, présentation en ligne), p. 849. .

#### Périodiques
- Philippe Richelle, Pierre Wachs, Alfia Buscaglia et François Ravard (interviewés par Damien Perez), « Case à case : Un belge met Marianne à nu - Entretien avec Philippe Richelle, Pierre Wachs, Alfia Buscaglia et François Ravard », Casemate, no 60,‎ juin 2013 (ISSN 1964-504X).
- Philippe Richelle (interviewé) et Philippe Peter, « Algérie : une guerre française, un monde en déliquescence », dBD, no 133,‎ mai 2019, p. 42-45 (ISSN 1951-4050).
- Philippe Richelle et Jean-Michel Beuriot (interviewés par Paul Giner), « Case à case : Quand Voltaire sentait le roussi - Entretien avec Philippe Richelle et Jean-Michel Beuriot », Casemate, no 127,‎ juillet-août 2019 (ISSN 1964-504X).

### Vidéographie
- [vidéo] « Derrière la palette ... Jean-Michel Beuriot et Philippe Richelle », sur YouTube, 14 mars 2023